# Quintana (peces)
Quintana es un género de peces de la familia de los pecílidos en el orden de los ciprinodontiformes.

## Especies
La única especie conocida de este género es:
- Quintana atrizona (Hubbs, 1934)[2][3][4][5]